# Meix-ki-ang-gaixer
Meix-ki-ang-gaixer o Mèš-ki-áĝ-ga-še-er (també Meš-ki-aĝ-gašer i transliterat Mes-Kiag-Gasher, Mesh-Ki-Ang-Gasher, Meskiagkasher, Meckiagkacer i variants) va ser un rei de Sumer fundador de la primera dinastia d'Uruk i pare d'Enmerkar, segons la llista de reis sumeris. Si realment era un governant històric devia governar a l'inici de la II Edat de Bronze al segle xxviii aC.
La llista el fa fill d'un desconegut Utu i va governar 324 o 325 anys; després "va entrar a la mar i va desaparèixer". El va succeir el seu fill Enmerkar. Eanna va ser el temple d'An i d'Inanna a Uruk.